# Saturday Morning Radio おびハピ!
Saturday Morning Radio おびハピ!（サタデー・モーニング・レディオ おびはぴ！）は、2020年4月4日より放送されているNACK5のラジオ番組である。

## 概要
これまでの『大野勢太郎の楽園ラジオ〜パワー全開!!〜』の8時台から11時台の放送枠を引き継ぎ、「のんびりいこう」をコンセプトに心地よい音楽とともに土曜日の朝を明るく楽しく彩る番組としてスタート。

テーマソングはぜったくんが手掛けている。

## パーソナリティー
- Happy だんばら
- 小尾渚沙[注釈 1]

### 小尾の代理パーソナリティ
- 西川あやの（2025年4月5日 - 26日）[3]
- 北村夏未（2025年5月3日 - 31日）[5]
- 川﨑玲奈（2025年6月7日 - 28日）[6]
- 難波遥（2025年7月5日 - 26日）[7]

## タイムテーブル
※2025年4月現在

### 8時台
- 8:00 オープニング
- 8:05 NACK5 NEWS
- 8:10 NACK5 TRAFFIC
- 8:25 だいすけ便り
- 8:47 - 8:52 箱番組「Vamos Orange Navy」- 國領浩子
- 8:55 NACK5 TRAFFIC
- 8:57 NACK5 WEATHER

### 9時台
- 9:20 NACK5 TRAFFIC
- 9:22 NACK5 WEATHER
- 9:35 小尾渚沙の「ご自愛ください」
- 9:45 読売新聞 presents おびハピ！ニュースの門

### 10時台
- 10:00 NACK5 NEWS
- 10:13 NACK5 TRAFFIC
- 10:15 週刊！おびスポ・スポハピ！
- 10:20 - 10:50 箱番組「亀梨和也のHANG OUT」- 亀梨和也[9]

### 11時台
- 11:00 DAMD presents HAPPY SOUND EFFECT - Happyだんばら・Fog lamps
- 11:35 NACK5 TRAFFIC
- 11:38 NACK5 WEATHER
- 11:55 エンディング

## コーナー
メッセージテーマ
毎週「◯◯にまつわるロツレチハ♪」と題して募集される。
「ロツレチハ」は当番組では「エトセトラ」の意味で使用されており、小尾の特技の尺八にちなんで、その音階に掛けたものとなっている。
だいすけ便り
2022年度の1年間、当番組内で『だいすけ・藤原のピッタリEVERYTHING』を担当していただいすけによるコーナー。
料理を作ること、食べることが大好きなだいすけにやってほしい、食にまつわるリクエストをリスナーから募集している。
小尾渚沙の「ご自愛ください」
「ケアストレスカウンセラー」の資格を持つ小尾が、リスナーの心にそっと寄り添いながら、悩み相談に応えるコーナー。
コーナー冒頭で小尾が読み上げるポエムをリスナーから募集している。
2025年4月から7月まで小尾の産休入りに伴いコーナーを休止していた。
読売新聞 presents おびハピ！ニュースの門
読売新聞提供のコーナー。同紙で毎月第2土曜から1週間掲載されている「ニュースの門」を執筆した記者を招き、掛け合いをしながら記事を分かりやすく紹介する。
毎月最終週には、「ニュースの門」の記事を元にリスナーがクイズを作成する企画「クイズの問グランプリ」が実施され、グランプリに選ばれたリスナーには、同紙の日曜版で連載中の漫画「猫ピッチャー」の主人公・ミー太郎のぬいぐるみと、だんばらと小尾のサイン入りNACK5ステッカーが、応募者の中から抽選で10名にクリアファイルがプレゼントされる。
週刊！おびスポ・スポハピ！
だんばらと小尾が、独自の視点と切り口で、1週間に起きたスポーツの話題を深堀りするコーナー。
誕生日のコーナー
放送当日に誕生日を迎えたリスナーの名前をだんばらが読み上げ、小尾の尺八演奏で祝う。
当初は「アニバーサリーのコーナー」と題し、前週の放送翌日から当日までの1週間に祝いごとのあるリスナーを対象にしていたが、2023年1月7日より現在の方式に改められた。

## 箱番組

### 現在
- 「Vamos Orange Navy」- 國領浩子
- 「亀梨和也のHANG OUT」- 亀梨和也[9]
  - 番組終了後、だんばらと小尾がその日の亀梨のトークや今後の活動予定に触れてトークするミニコーナー「亀ちゃんインフォメーション」が行われる。

### 過去
- 「浦和レッズ槙野智章 マキスタ〜頑張る時はいつも今!」- 槙野智章 (当時浦和レッズ)
  - 前番組『楽園ラジオ』から引き継がれた番組。槙野の浦和レッズ退団に伴い、2021年12月をもって終了[16]。
- 「『今週のtrima』～松屋銀座外商部セレクション～」
- 「だいすけ・藤原のピッタリEVERYTHING」- だいすけ・藤原倫己
- 「MOSラジNACK5店」- KEYTALK
  - モスバーガー提供。

## 番組内での音楽活動
- 2021年4月10日、その日のテーマ「チャレンジにまつわるロツレチハ」にちなみ、小尾が歌う『Oh Be Happy』を制作したことが発表された。作詞は小尾と放送作家の川瀬トモヒロ、作曲は村上雄信[17]。6月19日の放送ではフルバージョンが初披露された[18]。
- 8月21日の放送で『Oh Be Happy』をレコーディングしたことが発表された。バンドアレンジは和田貴史[19]。その後、非売品CDが制作され、メッセージを投稿または採用したリスナーへプレゼントしていた[20][21]。
- 12月12日、まほろ座 MACHIDAで開催された、だんばらと村上が所属するバンド「かかし」の年末ライブ『かかしライブ2021 〜OH！にオレはなる！ハッピーDノリヒロ〜』に小尾がゲスト出演し、『Oh Be Happy』を歌唱した[22]。
- 2022年3月5日、当番組の放送100回を記念して、小尾が歌う新曲『ご自愛ください』が披露された。前作と同じく作詞は小尾と川瀬、作曲は村上[23]。
- 6月18日、前述の『Oh Be Happy』『ご自愛ください』に加え、だんばらが作詞で参加した『RADIO』、インストゥルメンタル曲『土曜日の二度寝』とそれぞれのオフボーカルバージョンの全7曲を収録した[24]プチアルバム『サタデーモーニング』を、7月3日 (ナギサの日) に発売することを発表した[25]。同アルバムは村上が運営する「SATURDAY MORNING STORE」で購入可能なほか、2023年10月9日からはHMV大宮アルシェ店でも取扱開始している[26]。
- 2023年7月1日、小尾のファーストフルアルバムの制作が決定したことが明かされ[27]、同作に収録予定の新曲『はんぶんこ』が同年9月2日の放送にて生演奏で披露された[28]。